# Acrepidopterum reseri
Acrepidopterum reseri är en skalbaggsart som beskrevs av Francesco Vitali 2002. Acrepidopterum reseri ingår i släktet Acrepidopterum och familjen långhorningar. Inga underarter finns listade i Catalogue of Life.